# Trương Quốc Huy
Dans ce nom vietnamien, le nom de famille, Trương, précède le nom personnel.
Trương Quốc Huy (né en 1980) est un cyberdissident vietnamien, qui a purgé une peine de prison de plus de 5 ans au Việt Nam.
Il a été arrêté le 18 août 2006 alors qu’il participait à des forums de discussion sur Internet dans un cybercafé à Hô-Chi-Minh-Ville.
Selon Amnesty International, il lui était reproché sa participation à un forum de discussion Internet et aux activités du mouvement Bloc 8406 (crée le 8 avril 2006) en faveur de la démocratie et appelant à un changement politique pacifique et au respect des droits humains au Viêt Nam. Truong Quoc Huy possède actuellement une chaîne Youtube N10Tv avec plus d'un million d'abonnés.

## Soutien
Trương Quốc Huy a reçu le soutien de plusieurs organisations non gouvernementales, telles que Reporters sans frontières, qui a lancé une pétition pour sa libération en 2006, ou encore Amnesty International, qui a lancé une campagne dans le cadre des personnes en danger.

## Libération
Selon Radio Free Asia, Trương Quốc Huy a été libéré peu avant décembre 2011. Le gouvernement vietnamien n'a pas fait de communiqué.